# Kalyra goparinga
Kalyra goparinga is een rechtvleugelig insect uit de familie Mogoplistidae. De wetenschappelijke naam van deze soort is voor het eerst geldig gepubliceerd in 1983 door Otte & Alexander.
De soort komt voor in Australië.